# ディートリヒ・ブランディス

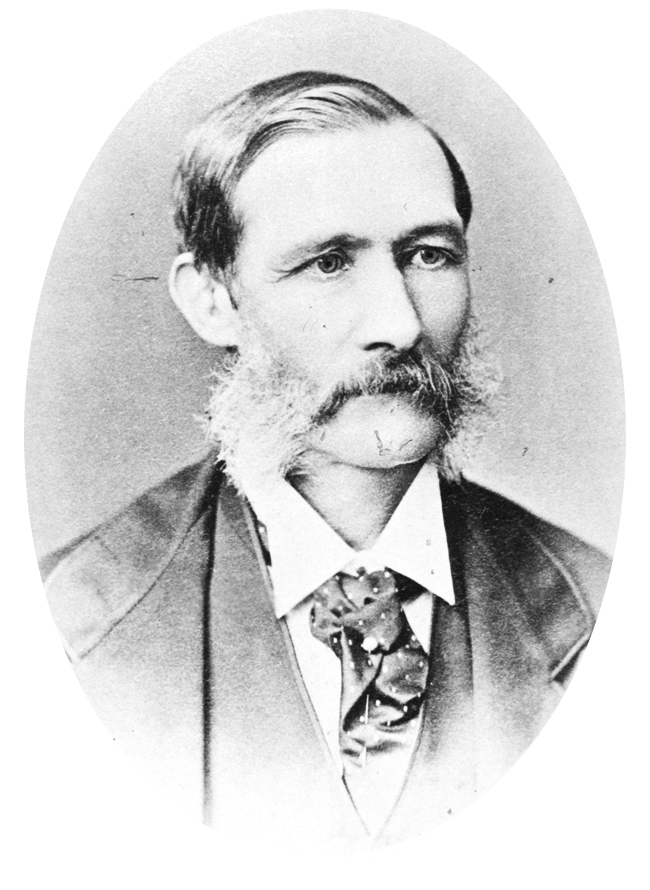
Dietrich Brandis

ディートリヒ・ブランディス（Dietrich Brandis, KCIE, FRS、1824年3月31日 - 1907年5月29日）は、ドイツの森林学者である。イギリス森林局のためにインド植民地の森林保全のために働いた。

## 生涯
ボンに生まれた。父親はボン大学の植物学教授であった。コペンハーゲン大学やゲッティンゲン、ナンシー、ボンで学び、1849年にボン大学の講師となった。1854年にイギリスのインド総督を務めたダルハウジー侯爵ジェイムズ・ラムゼイの友人のハブロック将軍の親類の娘と結婚し、そのつてでビルマやインドを訪れた。イギリス政府はインドの木材資源の利用に注目し、伐採の規制などの森林の保護の必要性を認識した。ヒュー・クレグホーンの要請で森林破壊を調査する委員会が作られ、1855年にインド総督は森林保護の覚書を発行した。ブランディスは1856年から東ビルマのペグー地区のチーク林の監督官としてイギリス森林局で働いた。ブランディスはそれまで反抗的であったカレン族を使って数年毎に移動しながら植栽と伐採と繰り返すシステムを採用した。このシステムによってカレン族は政府に従順となった。
ブランディスは植物学研究にも興味があったが、ビルマに移動する時に持参した標本や文献が航海中に失われたことにより、森林学の研究に集中することになった。
チーク材の量、成長率を確定し、収穫量を推定し、害虫や火災から森林保護計画を策定した。材木の買い付け規則を決め、保全地域を決め、保全官を任命した。
ビルマで7年間働いた後、インドの森林監督官長（Inspector General of Forests）になりその後20年間その職にあった。新しい森林法案を策定し、研究研修機関の設立を支援した。デラドゥンの帝国森林学校を設立した。
ブランディスはインド各地の聖地を訪れ、その報告を行った。インド北西部、中央部の森林の植物を研究し退職後もインドの森林の研究を続け、75歳の時4400の種を記述した、主著の『インドの樹木』（Indian Trees）の執筆を開始した。この書籍は1906年に出版され、その後何度か改定されている。
ショウガ科の Roscoea brandisii など多くの種に献名されている。